# Semnani (Sprache)

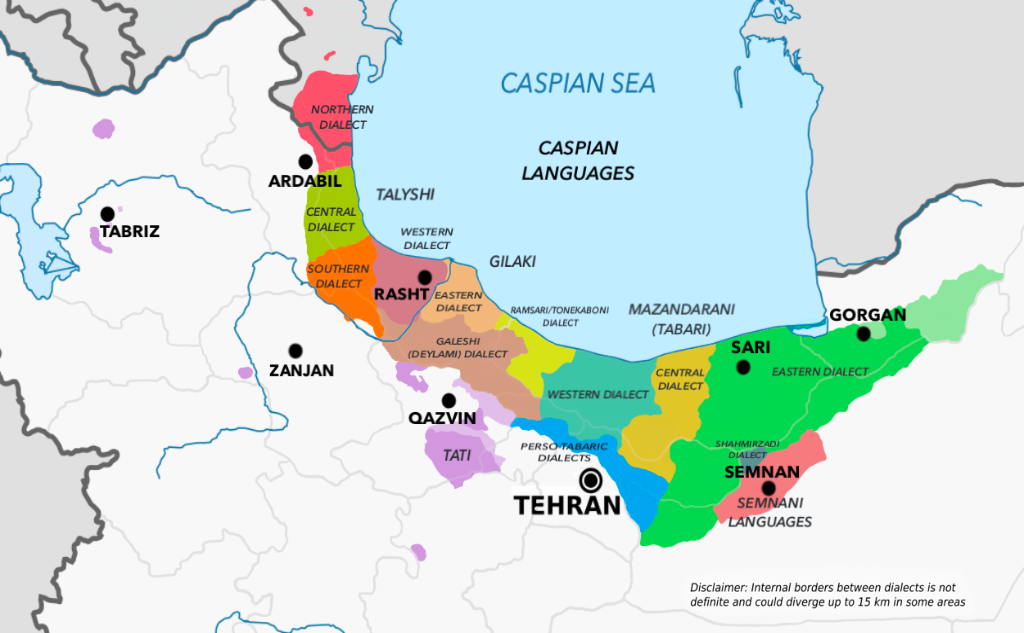
Semnanisprachiges Gebiet östlich von Teheran

Semnani (Semnani/persisch سمنانی semnani) ist eine kaspische Sprache, die zum iranischen Zweig der indogermanischen Sprachfamilie gehört und dem Masanderanischem nahe liegt. Sie wird von etwa 60.000 Menschen (2007) in der iranischen Provinz Semnan gesprochen. Semnani weist wie andere kaspische Sprachen eine gewisse Ähnlichkeit zur altiranischen medischen Sprache auf und wurde in einem späteren Prozess vom Parthischen beeinflusst. Häufig wird Semnani nur als persischer Dialekt bezeichnet, obwohl die Sprachen nicht dieselbe Abstammung haben. Wie andere Kaspische Sprachen hat Semnani deutlich weniger arabische und turksprachige Lehnwörter als Persisch. Es gibt auch mit anderen iranischen Sprachen einige vokabulare und grammatikalische Ähnlichkeiten.

## Dialekte
Es gibt folgende Dialekte: Biyabunaki, Sangsari, Sorkhei, Aftari und Lasgerdi.
| Deutsch | Sorkhei | Lasgerdi | Sangsari | Aftari | Biyabunaki |
| ------- | ------- | -------- | -------- | ------ | ---------- |
| Hund    | esbā    | esbe     | esbe     | espa   | esba       |
| Mädchen | dukkey  | dot      | döt      | dut    | dut        |
| Blut    | xün     |          |          |        | xün        |
| Groß    | masīn   | masīn    | mas/yale | masīn  |            |
| Nase    | ven     | vinī     | xunī     | vinī   | vēnī       |
| Schnee  | vār     | var      | varf     |        | var        |
| Mond    |         |          | mūng     |        | māye       |
| Frau    | žiki    | žaki     | žekeyn   | džek   | džinakā    |

## Referenzen
- Infos zu Semnani (Persisch)